# Mamadou Samb
Mamadou Samb (nacido en Thiaroye, Senegal, el 31 de diciembre de 1989) es un jugador de baloncesto español que forma parte de la plantilla del Al Bataeh de los Emiratos Árabes Unidos. Mide 2,08 metros, y juega en la posición de pívot. Su hermano es el también baloncestista  Cheikh Samb.

## Trayectoria deportiva
Se inició en el baloncesto a los 13 años, influido por su hermano Cheikh Samb. Comenzó su trayectoria en el Arona Basket de Tenerife, adonde llegó con un visado de estudios, trasladándose en 2005 a Cataluña tras ser captado por el FC Barcelona. Permaneció dos temporadas en las categorías inferiores del club azulgrana, siendo cedido en la 2007/08 al WTC Almeda Park Cornellà de la Liga LEB Plata, filial de aquel. 
En octubre de 2018 juró la Constitución Española y obtuvo definitivamente la nacionalidad española.
En las filas del Cornellá logra el ascenso a LEB Oro en 2008/09, disputando incluso un partido de Euroleague con el FC Barcelona. Al año siguiente, en la que fue su primera campaña en LEB Oro (2009/10), promedia 12.4 puntos y 6.1 rebotes con el Cornellá. Al finalizar dicha temporada, se desvincula definitivamente del Barcelona. 
En 2010/11 firma con el Club Baloncesto Granada para disputar la liga ACB, participando en 28 partidos con promedios de 4 puntos y 2.8 rebotes en algo más de 11 minutos por partido. En la siguiente campaña permanece en Granada nuevamente en LEB Oro, pero en enero de 2012 ficha por el Bilbao Basket, entonces vigente subcampeón de la Liga ACB, para competir en dicha categoría el resto de la temporada 2011/12 y las dos siguientes. En 2012/13 logró sus mejores estadísticas individuales en el club vasco, registrando 4.1 puntos y 1.7 rebotes por encuentro. 
En los años posteriores, el poste senegalés con pasaporte español se consolidaría como pieza clave en diferentes equipos punteros de LEB Oro, disputando las temporadas 2014/15 y 2015/16 con el Breogán (rondando en ambas los 10 puntos y 4 rebotes de media y alcanzando la final de los Playoffs de ascenso a ACB en la primera de ellas), la 2016/17 con Palencia (11 puntos y 6 rebotes, finalista de los Playoffs) y la 2017/18 con Melilla (8.8 puntos y 5.1 rebotes, también finalista de los Playoffs), además de una breve experiencia en la Úrvalsdeild karla islandesa en 2016, en el UMF Tindastóll, donde disputó seis partidos con medias de 22 puntos y 9.5 rebotes.
En septiembre de 2018 se compromete con el Real Betis Baloncesto para disputar la liga Leb Oro 2018/19, logrando la Copa Princesa y el ascenso a Liga ACB con unos promedios de 3.4 puntos y 2.9 rebotes en poco más de 10 minutos por encuentro. 
En la temporada 2019-20, firma por el Al Bataeh de los Emiratos Árabes Unidos.

### Selección nacional
Samb es internacional con España en categorías de formación, habiendo logrado la medalla de bronce en el Campeonato de Europa U20 de 2009 celebrado en Grecia.